# Quartiere San Valentino
San Valentino is een plaats (frazione) in de Italiaanse gemeente Cisterna di Latina.